# Финляндия на летних Олимпийских играх 1996
Финляндия принимала участие в Летних Олимпийских играх 1996 года в Атланте (США) в двадцатый раз за свою историю, и завоевала одну золотую, две серебряные и одну бронзовую медали. Сборная страны состояла из 76 человек (47 мужчин и 29 женщин).

## Медалисты
| Медаль  | Спортсмен     | Вид спорта      | Дисциплина                              |
| ------- | ------------- | --------------- | --------------------------------------- |
| Золото  | Хели Рантанен | Лёгкая атлетика | Мужчины, метание копья                  |
| Серебро | Марко Аселль  | Борьба          | Мужчины, греко-римская борьба, до 74 кг |
| Серебро | Яни Сиевинен  | Плавание        | Мужчины, 200 м комплексным плаванием    |
| Бронза  | Сеппо Рятю    | Лёгкая атлетика | Мужчины, метание копья                  |

## Результаты соревнований

### Академическая гребля
В следующий раунд из каждого заезда проходили несколько лучших экипажей (в зависимости от дисциплины). В финал A выходили 6 сильнейших экипажей, остальные разыгрывали места в утешительных финалах B-D.
Мужчины
| Соревнование | Спортсмены      | Предварительный заезд | Предварительный заезд | Предварительный заезд | Отборочный заезд | Отборочный заезд | Отборочный заезд | Полуфинал     | Полуфинал     | Полуфинал     | Финал   | Финал   | Итоговое место |
| Соревнование | Спортсмены      | Заезд                 | Время                 | Место                 | Заезд            | Время            | Место            | Заезд         | Время         | Место         | Время   | Место   | Итоговое место |
| ------------ | --------------- | --------------------- | --------------------- | --------------------- | ---------------- | ---------------- | ---------------- | ------------- | ------------- | ------------- | ------- | ------- | -------------- |
| одиночки     | Томас Сёдерблум | 4                     | 7:53,46               | 5                     | 1                | 7:52,52          | 4                | Полуфинал C/D | Полуфинал C/D | Полуфинал C/D | Финал C | Финал C | 14             |
| одиночки     | Томас Сёдерблум | 4                     | 7:53,46               | 5                     | 1                | 7:52,52          | 4                | 2             | 7:23,88       | 2 QC          | 7:32,86 | 2       | 14             |